# Самоубийства в Республике Корея
Республика Корея занимает первое место среди 30 стран ОЭСР по уровню самоубийств, причём число самоубийств растёт — оно удвоилось только за первую декаду XXI века. Так, самоубийство — основная причина смерти людей моложе 40 лет в Южной Корее.

## Тенденция
Уровень самоубийств в Республике Корея возрос вдвое за последние 20 лет. В частности, Пак и Лестер отмечают, что число самоубийств на 100 тыс. человек выросло с 6,8 в 1982 году до 28,4 в 2011 году. За сравнительно небольшой срок резко изменились способы самоубийства. Например, количество отравлений газом выросло в двадцать раз в период с 2001 по 2012 год (с 0,4 % в 2001 до 8,5 % в 2012).

## Портреты жертв
Самоубийство — основная причина смерти людей до 40 в Республике Корея. Однако проблема ещё серьёзнее в старших возрастных группах. В 2003 году уровень самоубийств среди людей в возрасте 60—75 лет был в 4,4 раза выше, чем в возрастной группе 15—29 лет, а в группе старше 75 лет - выше более чем в 10,6 раз. Основная доля самоубийств совершается мужчинами.
Наиболее типичными методами в период 1993—2003 годов были повешение и отравление: на них пришлось почти 2/3 всех случаев.

### Самоубийства знаменитостей
Проблема была замечена южнокорейским правительством после целой череды случаев, произошедших с известными личностями. Так, покончили с собой: Президент Но Му Хён, миллионерша Ли Юн Хён, профессиональный бейсболист Чо Сон Мин, телеведущие Сон Чи Сун, О Е Анна, корейские поп-звезды: U;Nee, Ли Хе Рин, Пак Ёнг-ха, Чхэ Дон Ха, Ким Джонхён, Солли, Гу Хара и Мун Бин, футболисты Юн Ги Вон, Чхон Джон Гван и Кан Джи Ен, супермодель Ким Да Уль, композиторы Shinsadong Tiger и Хвисон, актёры Ан Джэ Хван, Чон Да Бин, Ли Ын Джу, Чан Джа Ён, Чхве Джинсиль, Чхве Джинён (младший брат Чхве Джин Силь), Ким Джи Ху, У Сын Юн, Хан Джэ Вон, Чан Джэ Вон, Пак Хе Сан, Чон Ми Сон,Чха Ин Ха Пак Ён Ха, Чон А Юль и Ким Джон Хак, Ли Сон Гюн, Сон Чжэ Рим, Ким Сэ Рон, Сон Ен Гю.

### Причины
Из 29 501 случая, проанализированных в период между 2009 и 2010 годами, были выявлены следующие основные причины самоубийств: психологическое отчаяние - 28,8% (8489), физическая боль - 22,6% (6672), экономические трудности - 15,9% (4690), проблемы в семье - 11,4% (3363). Среди молодежи одной из распространенных причин суицида также является стресс из-за экзаменов.
НКО «Корейская Ассоциация по борьбе с самоубийствами», основанная в декабре 2003 года, с 2005 года, получает финансовую поддержку правительства.
Проанализировав случаи самоубийств вплоть до 2003 года, Пак и Лестер пришли к выводу, что безработица является основным фактором. В Южной Корее считается, что заботиться о пожилых родителях должны их дети, однако в современной конкурентной экономике это делать всё труднее и старики жертвуют собой, таким образом «снимая» обузу с молодых.

## Реакция
Правительство Южной Кореи создало специальное подразделение из 100 человек, проводящее мониторинг интернета и блокирующее сайты, распространяющие нежелательные материалы.
Пак и Лестер также отмечают, что в Корее довольно распространено убеждение в том, что самоубийство — это частное дело каждого, что затрудняет государственное финансирование программ по борьбе с ним.